# Bellmead
Bellmead é uma cidade localizada no estado norte-americano de Texas, no Condado de McLennan.

## Demografia
Segundo o censo norte-americano de 2000, a sua população era de 9214 habitantes. 
Em 2006, foi estimada uma população de 9532, um aumento de 318 (3.5%).

## Geografia
Conforme o United States Census Bureau tem uma área de 
16,1 km², dos quais 16,1 km² cobertos por terra e 0,0 km² cobertos por água.

## Localidades na vizinhança
O diagrama seguinte representa as localidades num raio de 16 km ao redor de Bellmead. 